# Dudley
Dudley je obchodní město (market town) ve West Midlands v Anglii. Nachází se 9,7 kilometru jihovýchodně od Wolverhamptonu a 13 kilometrů severozápadně od Birminghamu. V roce 2011 ve městě žilo přibližně 79 tisíc obyvatel.
Ve městě sídlí fotbalové kluby Dudley Town FC a Dudley Sports FC.